# ソオブラジーテリヌイ (大型対潜艦)
ソオブラジーテリヌイ(ロシア語:Сообразительныйサアブラズィーチェリヌィイ)は、ソ連で建造された大型対潜艦(Большой противолодочный корабль)である。艦名は「呑み込みの早い、利口な」といった意味のロシア語の形容詞で、大祖国戦争で活躍した親衛駆逐艦の名称を引き継いだ栄えある艦名である。このため、大型対潜艦ソオブラジーテリヌイはその現役時代には親衛海軍旗を掲揚し、親衛大型対潜艦「ソオブラジーテリヌイ」(Гвардейский БПК “Сообразительный”)の名誉称号を用いることを許されていた。

## 概要

### 建造
ソオブラジーテリヌイは、61号計画によって建造される2 隻目の艦艇として起工された。工場番号は1702号艦で、当初は対空・対潜警備艦(Сторожевой корабль противовоздушной и противолодочной обороны)に分類された。当初は、艦名もまた「第44号警備艦」を意味するSKR-44(СКР-44)であった。
SKR-44は、1960年7月20日にニコラーエフの第200造船工場(現在の61コムナール記念造船工場)で起工、1961年9月25日にソ連海軍へ登録、同年11月4日には進水した。その後、1963年3月21日には艦種が大型対潜艦に変更され、艦名もソオブラジーテリヌイと改められた。その年の12月26日に竣工し、1964年11月23日付けで黒海艦隊に編入された。

### 黒海艦隊
1964年6月18日から25日にかけて、セラフィム・チュルシン黒海艦隊司令官の指揮下、ソオブラジーテリヌイは巡洋艦ミハイル・クトゥーゾフ、大型対潜艦コムソモーレツ・ウクライーヌィと艦隊を組み、ユーゴスラヴィアのスプリトを訪問した。
1960年代後半から、中東戦争に関連する実戦任務に就いた。第三次中東戦争直後の1967年7月1日から31日にかけては、エジプトに対する軍事支援任務を遂行した。すぐあとの8月12日から15日にかけては、ブルガリアのヴァルナを訪問した。
1968年には、1月1日から12月31日まで再度エジプトを軍事的に支援するため中東へ派遣された。その間、1月29日から2月4日にかけては、ユーゴスラヴィアのコトルとゼレニナを訪問した。1969年7月20日から27日にかけては、キューバのハバナを訪問した。
1974年5月にはチュニジアのチュニスを訪問した。1976年10月1日から1978年11月28日にかけては、セヴァストーポリの「セヴモルザヴォート」にてオーバーホールを受けた。

### 北方艦隊
ソオブラジーテリヌイは、1982年8月6日付けで赤旗受賞北方艦隊へ配置換えを受けた。1985年9月26日から30日にかけては、アイルランドのコークを訪問した。
1988年10月1日には戦列を離脱し、保管状態に入れられた。資金資産局への引渡しと解体・売却のため、1992年7月3日には退役となった。1992年10月23日には、海軍を除籍された。1994年にはインドの私企業へ売却され、解体された。